# Йоан XXIII
 За схизматичния папа от 15 век вижте Йоан XXIII (антипапа).  
Йоан XXIII (на латински: Ioannes PP. XXIII), роден като Анджело Джузепе Ронкали (на италиански: Angelo Giuseppe Roncalli) е 261-вият папа на Римокатолическата църква от 28 октомври 1958 г. до смъртта си. Между 1925 и 1935 г. той е нунций на Ватикана в България.

## Биография
Анджело Джузепе Ронкали е роден на 25 ноември 1881 г. в Сото ил Монте, провинция Ломбардия, Италия. От 1892 до 1900 г. учи в семинарията в град Бергамо. През 1901 – 1902 г. отбива военната си служба, след което следва в Рим. През 1904 г. завършва теология, а на 10 август същата година е ръкоположен за свещеник. Малко след това е заведен в църквата „Свети Петър“, където се среща с папа Пий X.
От 1905 до 1914 г. е секретар на епископа на Бергамо монсеньор Джакомо Мария Радини Тедески и преподава в семинарията в града. През Първата световна война е мобилизиран, отначало като сержант-санитар, а после като поручик-свещеник. През 1919 г. е назначен за ректор на Висшата семинария в Бергамо.
На 18 януари 1921 г. папа Бенедикт XV го назначава за президент на италианската общност на Конгрегацията за разпространение на вярата. На 3 март 1925 година папа Пий XI го назначава за титулярен архиепископ на Ареопол. На 19 същия месец е ръкоположен за архиепископ от кардинал Джузепе Джовани Пачели в църквата „Сан Карло ала Корсо“ в Рим и назначен за Апостолически визитатор в България (вижте раздела Aпостолически визитатор в България). Един от трусовете на Чирпанското земетресение е бил, когато той влиза в преддверието на църквата „Свети Лудвиг“ в Пловдив. Съборена е главната фасада на църквата с две малки кули от двете страни, но Ронкали остава незасегнат.
На 30 ноември 1934 г. Ронкали е назначен за Апостолически делегат за Турция и Гърция със седалище в Истанбул и титулярен архиепископ за Месембрия. През октомври 1935 г. води планираното преди това поклонническо пътуване на български католици в Рим като на 14 октомври ги представя на папа Пий XI.
Преди началото на Втората световна война, Ронкали е отново в България и е помолен от Светия престол да работи повече с гръцките католици. През 1940 г. той пътува много пъти между София, Анкара и Атина.
През декември 1944 г. напуска Турция и пътува през Бейрут, Египет и Непал до Рим. От там заминава на следващия ден на новия си пост – Апостолически нунций в новоосвободена Франция.
През ноември 1952 г. папа Пий XII го избира за кардинал, а на 12 януари 1953 г. той е назначен за патриарх на Венеция. Напускайки Франция за новата си длъжност, президентът на Франция го награждава със званието Командир на Орден на „Почетния легион“. На 9 октомври 1958 г. умира папа Пий XII. На 11 октомври е погребалният ден за папата и последният работен ден за Ронкали във Венеция. След 11 заседания на папския конклав, на 28 октомври 1958 г. кардинал Ронкали е избран за наследник на папа Пий XII и избира Йоан за свое име. На 4 ноември е коронован за папа Йоан XXIII.
След избора му за папа Йоан XXIII той бързо печели популярност, както сред католиците, така и сред много протестанти. Той организира и на 11 октомври 1962 г. открива Втория ватикански събор, който въвежда важни промени за католицизма: нова литургия, нов екуменизъм и нов подход към света; реформистките решения на събора довеждат до отцепването на значителна група консервативни католици, наречени седевакантисти, считащи събора за недопустимо либерален до такава степен, че отхвърлят върховенството на всички последвали папи след Йоан XXIII.
На 23 септември 1962 г. папа Йоан XXIII е диагностициран с рак на стомаха. Един месец по-късно той предлага на Джон Кенеди и Никита Хрушчов да бъде техен посредник в разрешаване на Карибската криза. След това двамата политици му благодарят лично, а списание „Тайм“ го обявява за „Човек на годината“.
Папа Йоан умира на 3 юни 1963 г. след четири години и половина папство. На 6 юни е погребан в подземието на църквата „Свети Петър“ във Ватикана.

## Беатификация и канонизация
На 3 септември 2000 г. папа Йоан Павел II обявява папа Йоан XXIII заедно с папа Пий IX за блажен.
На 27 април 2014 г., първата неделя след Възкресение Христово, папа Йоан XXIII (заедно с папа Йоан Павел II) на тържествена церемония е канонизиран за светец от папа Франциск. Единадесети октомври – денят на откриване на Втория ватикански събор е избран за дата за литургическо честване на Свети папа Йоан XXIII.
Частица от мощите на папата се намират в католическия храм „Свети Йосиф“ в София; те са дарение от папа Йоан Павел II при посещението му в България (2002).
През март 2016 г. в основите на олтара на храм „Успение Богородично“ в София са вградени мощи на Свети папа Йоан XXIII, на Свети папа Йоан Павел II и на 12 други християнски светци.

## Aпостолически визитатор в България
Ако трябва с една дума да се характеризира дейността на монсеньор Ронкали за католиците в България, то това е обединител и в някои случаи по-скоро помирител. Той пристига в София на 25 април 1925 г. По това време в българските католически епархии тлеят или горят вътрешни и между обредни конфликти, които епископите се опитват да разрешат. Структурите на българската източнокатолическа църква са непригодни за новите политически реалности след Първата световна война. Ето някои от възловите проблеми, които Aпостолическият визитатор заварва в България:
- В Северната латинска епархия се разпалва отново конфликтът за изцяло българизиране на клира в епархията. След войната в средите на местното католическо население се формират две течения: „национални дейци“, които се борят за български свещеници, и „доминисти“, заставащи зад епископ Дамян Теелен. Първото течение е водено от отец Карл Раев. Ронкали ще посвети много от своето време в помиряване на двете страни[7].
- В Южната латинска епархия има противоречие между отците мисионери (капуцини) и мирските свещеници. Правят се неуспешни опити да се възстанови семинарията за мирски свещеници.[8]
- Най-тежко е състоянието на българските католици по източния обред. Седалищата на техните структури – Цариградска архиепископия, Македонски български апостолически викариат с център Солун и Тракийски български апостолически викариат с център Одрин – са извън България. Титулярните духовни водачи и на трите структури – архиепископ Михаил Миров, епископ Епифаний Шанов и епископ Михаил Петков умират или се оттеглят в периода между 1921 г. и 1923 г. В София съществуват противоречия между бежанците от Тракия и от Македония. Дори съществуват борби между духовници и миряни, дошли от различни места в Македония.
- Латинските католици в София се бунтуват срещу провеждане на литургии по източнокатолически ритуал в техните храмове.[9]

Към тези проблеми няколко години по-късно се прибавят и щетите, нанесени от Чирпанското земетресение през април 1928 г. на католическото население и храмовете в Южна България. За своя резиденция в София архиепископ Ронкали избира още недостроения енорийски дом при църквата „Успение Богородично“ в София. В България това се тълкува като символичен жест към основната му грижа – изправяне на крака на разбитата българска източнокатолическа общност.
Първите месеци от престоя на монсеньор Ронкали в България се характеризират със запознаване с нуждите на 45 хиляди български католици. Точно един месец след пристигането си апостолическият визитатор предприема първа обиколка из България, за да се запознае с католическите общности. С тази чест най-напред са удостоени униатите. Заедно с отец Стефан Куртев той обикаля униатските селища в Югоизточна България. Пословично е неговото пътуване на кон и с лодка до село Покрован.
След това посещава селищата с римокатолическо население – посещава капуцините в Бургас, отците успенци в Ямбол и отците възкресенци в Стара Загора. Инспектира католическото население в Пловдивско – на 17 юни 1925 г. в Пловдив посещава сестрите на Св. Йосиф от Явлението, сестрите терциарки на 21 юни, придружен от Викенти Пеев, посещава Балтаджи, Калъчли, Салали. На 22 юни извършва богослужение в Калъчли, а на следващия ден – в Дуванли. Ронкали също прави визита и в селата Белозем, Селджиково, Даваджово и Хамбарли.. В края на юли и началото на август посещава по-важните католически енории в Никополската епархия.
На 26 август 1925 г. апостолическият пратеник посещава сградата на Светия Синод, където е приет от Врачанския митрополит Климент. Същият митрополит връща визитата на следващия ден. По това време председателят на Светия Синод Софийският митрополит Стефан е в чужбина. .
Монсеньор Ронкали посочва отец Стефан Куртев за духовен водач на източно обредните католици в България. На 25 юли 1926 г. Светият Престол назначава Куртев за епископ като въздигането му в новия сан се извършва на 5 декември в храма „Свети Климент“ в Рим, а официалното му въвеждане в длъжност в България е на 6 февруари в енорийския храм „Успение Богородично“.
Още с пристигането си в България монсеньор Ронкали развива благотворителност в полза на бежанците от Егейска Македония и Тракия. Първата трапезария с негова помощ е открита в Несебър.
След земетресението през 1928 г. той е в Пловдив, близо до миряните и посещава засегнатите енории. Придружен от Викенти Пеев, той посещава и селища, населени с православни. По тяхно настояване Ватикана изпраща финансова помощ на стойност 1 млн. лева за пострадалите от земетресението.
Арх. Камен Петков проектира възстановяването на католическата катедрала „Св. Лудвиг“, католическото училище „Св. Андрей“ и католическата епископия, и трите в Пловдив, както и построяването на нови църкви в селата Генерал Николаево, Секирово, Белозем, Парчевич и Борец със средства, осигурени от монсеньор Ронкали.
Конференция на католиците от източен обред се провежда на 29 май 1929 г. в Ямбол. В нея вземат участие делегати от енориите в 16 селища. Работата на конференцията е открита от архиепископ Ронкали. Основният резултат от конференцията е очертаването на организационните принципи за сдружаване на католиците от източен обред в България.
Архиепископ Ронкали изгражда близки връзки с цар Борис III, с български политици, общественици и интелектуалци. Оказва подкрепа за брака между цар Борис III и дъщерята на италианския крал Виктор Емануил – Джована Савойска. Изследователят д-р Кирил Карталов, преподавател в Католическия университет в Милано, е открил в архива на Ватикана апели на Анджело Ронкали до папа Пий XI да съдейства за намаляване на репарации, които България е трябвало да плаща след Първата световна война. След напускането на България, Ронкали не крие чувствата на искрено приятелство и уважение, които храни към българите.

## Галерия „Mонсеньор Ронкали в България“
- След въвеждането на отец Кирил Куртев в епископски сан в базиликата „Сан Клементе“ Рим на 5 декември 1926 г.
- Монс. Дамян Теелен, монс. Викенти Пеев, монс. Анджело Ронкали, монс. Епифаний Шанов и монс. Кирил Куртев в София през 1929 г.
- Монс. Ронкали и монс. Пеев с български свещеници и миряни на 6 декември 1928 г.
- С капуцини и свещениците от Софийско-Пловдивския викариат
- С католическите свещеници от Източния обред в София, 13 – 18 август 1934 г.
- Със свещеници от Никополската епархия, Русе, около 1930 г.

## Архиепископ Ронкали и България след Втората световна война
Архиепископ Ронкали оказва подкрепа на българската делегация за преговорите на Парижката мирна конференция. През есента на 1946 г. Кимон Георгиев, Васил Коларов и отец Озон Дампера го посещават в Апостолическата нунциатура в Париж. Същевременно той използва връзки си и своето влияние да неутрализира антибългарската пропаганда и апетитите на Гърция. 
През септември 1959 г., Държавна сигурност с поставен агент успява да осъществи контакт с Ронкали – вече папа Йоан ХХIII. Папата се е интересувал от положението на свещеници в България и особено от съдбата на епископ Евгений Босилков, за когото изразил надежда, че може да е жив, заточен в Сибир.
През 1962 г. папа Йоан ХХIII благославя брака на Симеон II.
През лятото на 1968 г. в София пристига Антонио Кайроли, отговорник по процеса за беатификацията на папа Йоан ХХIII с цел проучване на документацията и фактологията по въпроса за живота на архиепископ Ронкали. Специално създадената комисия събира в сборник спомени за живота и дейността на архиепископа в България.

## Почит
Българските католици и българската общественост са признателни на монсеньор Ронкали. С неговото име в България са свръзани:
- Софийска (източнокатолическа) епархия „Свети Йоан XXIII“
- Християнска енория „Свети Йоан XXIII“ в град Левски
- Католическа униатска църква „Свети Йоан XXIII“ в град София
- Статуята на Свети папа Йоан XXIII до катедралата „Свети Йосиф“ в град София
- Улици „Анжело Ронкали“ в София и Несебър
- Паметна плоча в Несебър с надпис „От признателност за благодеянията му към града и неговите жители през периода 1925 – 1934“. Плочата е изработена от несебърския художник Радослав Ралев[13].
- Книжарница за християнска литература „Анжело Ронкали“ в София
- Паметна плоча за посещението на монсеньор Анджело Ронкали през 1925 г., поставена на сграда на църквата „Успение Богородично“ в село Покрован.[14]